# Linearni motor
Linearni motor je posebni oblik elektromotora bez rotirajućih dijelova odnosno rotora. Može se zamisliti da smo uzdužno prerezali klasični motor sve do osi rotacije te rotor i stator "izravnali" tako da se oblici valjka pretvoriše u ravne ploče. Između tako dobivene statorske i rotorske plohe, umjesto okretnog momenta, djeluje linearna sila (po kojoj je nazvan) zbog koje dolazi do linearnog kretanja i oslobađanja mehaničkog rada. Ovakvi se motori primjenjuju mnogo rjeđe od klasičnih i to uglavnom za propulziju određenih vrsta željezničkih vozila (kao na slici).

## Uporaba u maglev vlakovima
Magnetno-levitacijski vlak (Maglev) koristi također princip linearnog motora. U praksi se kod njega rotorska ploha izvodi kao niz magneta uzduž vozne trase. Stator se, zbog praktičnosti, nalazi u samome vlaku. Nizu magneta u voznoj trasi se mijenja polaritet, čime se regulira brzina kretanja (uključujući i kočenje).
Konvencionalni elektromotor se sastoji od rotora (dijela koji se okreće) i statora (dijela koji miruje). Maglev koristi tzv. linearni stator, tj. dio koji se kreće je vozilo samo, a elektromagneti ispod vozila (ili sa strane istoga, ovisno o izvedbi) miruju, ali im se mijenja polaritet.

## Poveznice
- motor
- elektromotor
- JR-Maglev
- Transrapid_(vlak_velike_brzine)